# Patriots Day
Patriots Day (titulada Día del atentado en Hispanoamérica y Día de patriotas en España) es una película estadounidense de drama dirigida por Peter Berg y escrita por Berg, Matt Cook y Joshua Zetumer, basada en el libro Boston Strong de Casey Sherman y Dave Wedge. Es protagonizada por Mark Wahlberg, J. K. Simmons, John Goodman, Kevin Bacon y Michelle Monaghan. El film fue estrenado el 17 de noviembre de 2016 en el AFI Fest, con un estreno limitado el 21 de diciembre de 2016 y su estreno comercial el 13 de enero de 2017. Está ambientada en el atentado de la maratón de Boston.

## Sinopsis
Después de los Atentados en el maratón de Boston el sargento de policía Tommy Saunders, el agente especial del FBI Richard DesLauriers y el comisionado  ayudan a los supervivientes, socorristas y otros investigadores en una carrera contra el tiempo para encontrar a los sospechosos del ataque

## Argumento
El 14 de abril de 2013, el sargento Tommy Saunders captura a un sospechoso y no logra convencer al comisionado Davis de que lo deje libre de un deber de castigo al día siguiente, trabajando en el Maratón de Boston. Al día siguiente, durante el maratón, los hermanos  Dzhokhar y Tamerlan Tsarnaev detonan dos bombas, provocando un pánico generalizado. Una joven pareja, Patrick Downes y Jessica Kensky, resultan heridos y trasladados a hospitales separados, donde ambos deben amputarles las piernas. Steve Woolfenden, un hombre de familia, también resulta herido y se separa de su hijo pequeño, Leo, quien es llevado por un oficial a un lugar seguro.
El agente especial a cargo del FBI, Richard DesLauriers, está asignado para investigar los atentados en colaboración con el comisionado de policía de Boston  Ed Davis, mientras Saunders busca pruebas y ayuda a las personas que han resultado heridas o se han separado de sus seres queridos. los que estaban en el caos, incluidos Patrick, Jessica, Steven y Leo. Los analistas del FBI revisan las imágenes del atentado e identifican a Dzhokhar y Tamerlan como sospechosos, pero DesLauriers se muestra reacio a revelar sus imágenes al público sin más pruebas. Su mano se ve obligada cuando las imágenes se filtran a la prensa, mientras que los hombres del sargento de policía de Watertown Jeffrey Pugliese comienzan a realizar búsquedas de puerta en puerta para la pareja.
Dzhokhar y Tamerlan matan al oficial del  MIT Sean Collier en un intento fallido de robar su pistola, y luego de robarle el auto al estudiante Dun Meng, diciéndole que cometieron el atentado en el maratón y que planean realizar otro atentado en la Ciudad de Nueva York. Después de que Dzhokhar entre en la estación Shell Gas en una tienda de conveniencia, Meng escapa del vehículo y se refugia en la estación de servicio Mobil al otro lado de la calle, donde alerta a la policía sobre el paradero de los hermanos. Después de que se fueran en el auto robado, Saunders llega a la escena, se entera del plan de los hermanos y se le da el número de rastreo GPS del auto robado, lo que lleva a la policía a la pareja y lo que conduce a un enfrentamiento armado. Varios oficiales resultan heridos en el tiroteo siguiente, donde los hermanos usan armas de fuego y bombas. Mientras Tamerlan dispara, Pugliese le dispara al tobillo, hiriéndolo y obstaculizando su capacidad para recolectar más explosivos. Tamerlan le ordena a Dzhokhar que corra a la ciudad de Nueva York para continuar el alboroto mientras él hace una última resistencia. Mientras Tamerlan es sometido por la policía, Dzhokhar atropella a su hermano en su vuelo, lo mata y luego escapa en el caos.
Mientras tanto, la esposa de Tamerlan, Katherine Russell y los amigos de la universidad de Dzhokhar de UMass Dartmouth (Dias Kadyrbayev, Azamat Tazhayakov y Robel Phillipos) son detenidos por el  Equipo de rescate de rehenes del FBI e interrogados por el  Grupo de interrogación de alto valor. Russell se niega a revelar cualquier conocimiento de las actividades ilegales de su esposo, parafraseando el Corán en desafío, mientras que los compañeros de cuarto de Dzhokhar parecen ajenos a sus planes, a pesar de haber encontrado anteriormente componentes de bombas en sus posesiones.
Más tarde, llamando a la gente a quedarse en casa mientras toda la ciudad queda confinada, en Watertown, un hombre de la localidad llamado David Henneberry encuentra a Dzhokhar escondido debajo de las sábanas de su barco y llama a Saunders y al superintendente William B. Evans. Dzhokhar es rápidamente rodeado y arrestado después de un breve enfrentamiento. Las multitudes vitorean en las calles de los barrios circundantes mientras Saunders y sus colegas celebran. La policía de Boston está invitada a asistir a un juego de Boston Red Sox, donde David Ortiz les agradece su heroísmo y les dice que "se mantengan fuertes".
Dzhokhar fue condenado a muerte por inyección letal y está esperando su apelación en la  prisión federal; sus tres amigos de la universidad fueron arrestados por obstruir la investigación del atentado y las autoridades continúan buscando información sobre la posible participación de Russell en los atentados y después de mostrar los hechos reales, se muestran entrevistas de las personas reales sobre el atentado en Boston y en el mundo y al terminar la película, se muestra los fallecidos en el atentado, poniendo un mensaje en memoria de las víctimas de los atentados.

## Reparto
- Mark Wahlberg como el sargento Tommy Saunders del Departamento de Policía de Boston.[1][2]
- John Goodman como Edward F. Davis, comisionado del Departamento de Policía de Boston.[3]
- J. K. Simmons como el sargento Jeffrey Pugliese de la Policía de Watertown.[4]
- Vincent Curatola como Thomas Menino, alcalde de Boston.[5]
- James Colby como William B. Evans.[6]
- Jimmy O. Yang como Dun Meng.[7]
- Michelle Monaghan como Carol Saunders, esposa de Tommy.[1]
- Kevin Bacon como Richard DesLauriers, agente especial a cargo de la Oficina de Campo del FBI de Boston.[2]
- Alex Wolff como Dzhokhar Tsarnaev.[8]
- Themo Melikidze como Tamerlan Tsarnaev.[8]
- Michael Beach como Deval Patrick, gobernador del estado de Massachusetts.[9]
- Rachel Brosnahan como Jessica Kensky, víctima del ataque.[10]
- Christopher O'Shea como Patrick Downes, víctima del ataque.[10]
- Melissa Benoist como Katherine Russell, esposa de Tamerlan Tsarnaev.[11]
- Khandi Alexander como el policía interrogador.[11]
- Jake Picking como Sean Collier, agente de policía del MIT.[11]
- David Ortiz como David Ortiz, beisbolista de las Medias Rojas de Boston

## Producción

### Rodaje
La fotografía principal comenzó el 29 de marzo de 2016 en Quincy y Boston (Massachusetts).